# Dayton (Alabama)
Dayton è un comune degli Stati Uniti d'America situato nella contea di Marengo dello Stato dell'Alabama.